# Attacco terroristico di Atlanta del 1996
L'attacco terroristico di Atlanta del 1996 si è verificato il 27 luglio durante le Olimpiadi al Centennial Olympic Park di Atlanta, nel quale una persona rimase uccisa e altre 111 ferite; un'altra persona in seguito morì di infarto.

## Successione degli eventi
Fu il primo di quattro attentati commessi da Eric Rudolph, un estremista statunitense. La guardia di sicurezza Richard Jewell scoprì la bomba prima della sua esplosione e fece evacuare la maggior parte delle persone che erano presenti nel parco. Dopo gli attentati, Jewell fu inizialmente indagato come sospetto dal Federal Bureau of Investigation e subito i media lo identificarono come presunto colpevole dell'accaduto. Nell'ottobre 1996, Jewell fu totalmente scagionato dall'FBI, che dichiarò che non avrebbe più indagato su di lui. Dopo altri tre attentati nel 1997, Rudolph fu identificato dall'FBI come sospettato. Nel 2003 Rudolph fu arrestato, processato e condannato all'ergastolo senza condizionale per aver eseguito gli attentati.

## Diffusione della notizia
Il primo in assoluto che diede la notizia in diretta mondiale fu il giornalista sportivo Ezio Luzzi, che in quel momento si trovava ad Atlanta come inviato della Rai per i Giochi Olimpici. La notizia venne data nel GR delle ore 7,30 del 27 luglio 1996, precedendo addirittura la CNN come sottolineò l'agenzia ANSA con una nota delle ore 13,39.  
Luzzi ha ricordato l'evento nel suo libro Tutto il mio calcio minuto per minuto, scrivendo: «Mi trovavo lì, coordinavo la spedizione Rai e l’esplosione avvenne mentre stavo attraversando la piazza. La botta mi scaraventò a terra senza ferirmi. Mi rialzai pensando solo di tornare in studio e raccontarlo: arrivai prima della CNN, prima di tutti».

## Filmografia
L'attentato è stato descritto nel film del 2019 Richard Jewell, diretto da Clint Eastwood.